# Storkvivas
Storkvivas är en ö nära Högsar i Nagu,  Finland.   Den ligger i Pargas stad i den ekonomiska regionen  Åboland  och landskapet Egentliga Finland. Ön ligger omkring 2 kilometer sydost om Högsar, omkring 6 kilometer söder om Nagu kyrka,  41 kilometer sydväst om Åbo och 170 km väster om Helsingfors. Närmaste allmänna förbindelse är förbindelsebryggan vid Pärnäs som trafikeras av M/S Eivor och M/S Cheri. Arean är 1,4 kvadratkilometer.
Terrängen på Storkvivas är mycket platt. Öns högsta punkt är 27 meter över havet. Den sträcker sig 1,4 kilometer i nord-sydlig riktning, och 2,4 kilometer i öst-västlig riktning.